# بادخورک‌های طوق‌دار
بادخورک‌های طوق‌دار (نام علمی: Streptoprocne) نام یک سرده از تیرهٔ بادخورکان است.

## گونه‌ها
- Biscutate swift (Streptoprocne biscutata)
- بادخورک تپوئی (Streptoprocne phelpsi)
- White-naped swift (Streptoprocne semicollaris)
- White-collared swift (Streptoprocne zonaris)
- بادخورک طوق‌بلوطی (Streptoprocne rutila)